# Thomas Heyer

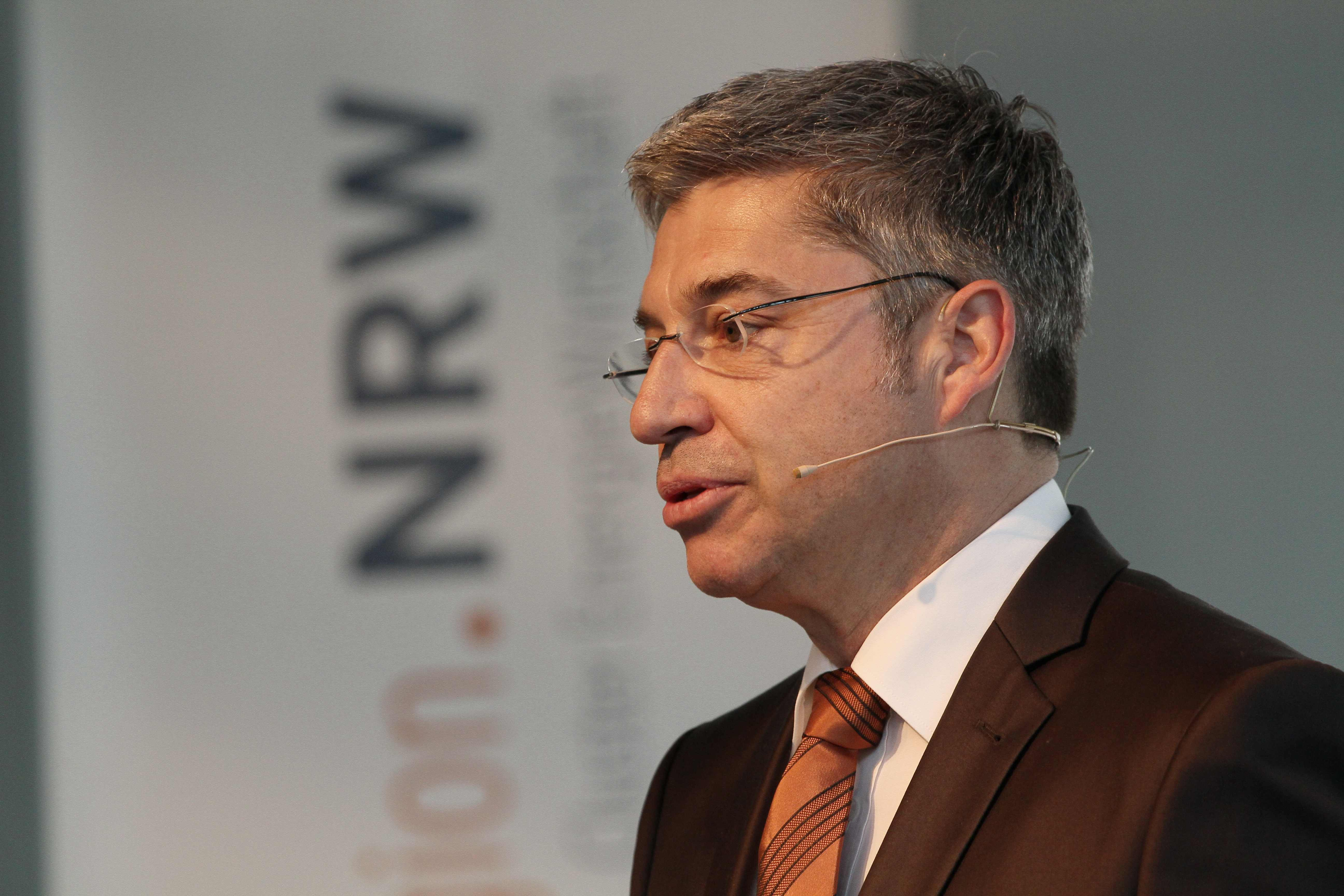
Thomas Heyer, 2013

Thomas Heyer (* 15. März 1959 in Bad Godesberg) ist ein deutscher Hörfunk- und Fernsehjournalist, Autor, Medientrainer und Coach. Heyer ist Moderator der TV-Sendung Aktuelle Stunde im WDR Fernsehen, bis 2010 auch Moderator der Kultursendung Corso – Kultur nach drei im Deutschlandfunk.

## Leben
1979 begann Heyer als Moderator, Autor und Produzent für Sender des öffentlich-rechtlichen Rundfunks zu arbeiten. Er begann seine Laufbahn bei SWF 3, arbeitete unter anderem für den NDR, die Deutsche Welle, den RIAS und das ZDF.
Von 1996 bis 2015 moderierte Thomas Heyer regelmäßig das tägliche Informationsmagazin des WDR, die Aktuelle Stunde, danach weiterhin als Vertretungsmoderator.
Seit 2015 ist er auch im Nachrichtenmagazin WDR Aktuell zu sehen.  Als Trainer und Coach ist er an der ems in Potsdam, der Adolf Grimme Akademie und der Deutschen Welle Akademie aktiv gewesen. In der journalistischen Weiterbildung ist er weiterhin innerhalb der ARD beim WDR, SWR und RBB engagiert.
Seit 2014 betreibt Thomas Heyer gemeinsam mit seinem Sohn Sebastian die Agentur Heyer und Heyer in Bad Honnef – eine Kommunikationsberatung, die auf Auftritts-, Präsentations- und Medientraining spezialisiert ist.